# Tour de l'Alt Var 2018
El Tour de l'Alt Var 2018, 50a edició del Tour de l'Alt Var, es disputà entre el 17 i el 18 de febrer de 2018 sobre un recorregut de 358,2 km repartits entre dues etapes. La cursa formava part del calendari de l'UCI Europa Tour 2018, amb una categoria 2.1.
El vencedor final fou el francès Jonathan Hivert (Direct Énergie), vencedor de les dues etapes de la cursa. Alexis Vuillermoz (AG2R La Mondiale) i Rudy Molard (FDJ) completaren el podi.

## Equips
En aquesta edició hi prendran part 18 equips:
| WorldTeams (3)- AG2R La Mondiale - Astana - FDJ Equips continentals professionals (10)- Cofidis, Solutions Crédits - Delko-Marseille Provence-KTM - Direct Énergie - Euskadi Basque Country-Murias - Israel Cycling Academy - Nippo-Vini Fantini-Europa Ovini - Fortuneo-Samsic - Vital Concept - Wilier Triestina-Selle Italia - WB-Aqua Protect-Veranclassic Equips continentals (5)- Polartec-Kometa - Roubaix Lille Métropole - Sovac-Natura4Ever - Saint Michel-Auber 93 - Amore & Vita-Prodir |
| |

## Etapes
| Etapa    | Data      | Ciutats d'etapa               | type              | Distància (km) | Vencedor de l'etapa | Líder de la general |
| -------- | --------- | ----------------------------- | ----------------- | -------------- | ------------------- | ------------------- |
| 1a etapa | 17 de feb | Lo Canet dei Mauras – Faiença | etapa accidentada | 169,7          | Jonathan Hivert     | Jonathan Hivert     |
| 2a etapa | 18 de feb | Vidauban – Flaiòsc            | etapa accidentada | 188,5          | Jonathan Hivert     | Jonathan Hivert     |

### Etapa 1
| \| Classificació de l'etapa \| Classificació de l'etapa \| Classificació de l'etapa \| Classificació de l'etapa \| Classificació de l'etapa \| \| Corredor \| Corredor \| Equip \| Temps \| \| \| ------------------------ \| ------------------------ \| ------------------------------- \| ------------------------ \| ------------------------ \| \| 1r \| Jonathan Hivert \| Direct Énergie \| 4h 23' 57" \| \| \| 2n \| Nicola Bagioli \| Nippo-Vini Fantini-Europa Ovini \| + 1" \| \| \| 3r \| Samuel Dumoulin \| AG2R La Mondiale \| + 1" \| \| \| 4t \| Alexis Vuillermoz \| AG2R La Mondiale \| + 1" \| \| \| 5è \| Quentin Pacher \| Vital Concept \| + 1" \| \| \| 6è \| Marco Canola \| Nippo-Vini Fantini-Europa Ovini \| + 1" \| \| \| 7è \| Rudy Molard \| FDJ \| + 1" \| \| \| 8è \| Andrí Hrivko \| Astana \| + 1" \| \| \| 9è \| Matteo Busato \| Wilier Triestina-Selle Italia \| + 1" \| \| \| 10è \| Dorian Godon \| Cofidis, Solutions Crédits \| + 1" \| \| |                   |                                 |            |
| |                   |                                 |            |
| |                   |                                 |            |
| Classificació de l'etapa |                   |                                 |            |
| Corredor | Corredor          | Equip                           | Temps      |
| 1r | Jonathan Hivert   | Direct Énergie                  | 4h 23' 57" |
| 2n | Nicola Bagioli    | Nippo-Vini Fantini-Europa Ovini | + 1"       |
| 3r | Samuel Dumoulin   | AG2R La Mondiale                | + 1"       |
| 4t | Alexis Vuillermoz | AG2R La Mondiale                | + 1"       |
| 5è | Quentin Pacher    | Vital Concept                   | + 1"       |
| 6è | Marco Canola      | Nippo-Vini Fantini-Europa Ovini | + 1"       |
| 7è | Rudy Molard       | FDJ                             | + 1"       |
| 8è | Andrí Hrivko      | Astana                          | + 1"       |
| 9è | Matteo Busato     | Wilier Triestina-Selle Italia   | + 1"       |
| 10è | Dorian Godon      | Cofidis, Solutions Crédits      | + 1"       |

| \| Classificació general \| Classificació general \| Classificació general \| Classificació general \| Classificació general \| \| Corredor \| Corredor \| Equip \| Temps \| \| \| --------------------- \| --------------------- \| ------------------------------- \| --------------------- \| --------------------- \| \| 1r \| Jonathan Hivert \| Direct Énergie \| 4h 23' 57" \| \| \| 2n \| Nicola Bagioli \| Nippo-Vini Fantini-Europa Ovini \| + 1" \| \| \| 3r \| Samuel Dumoulin \| AG2R La Mondiale \| + 1" \| \| \| 4t \| Alexis Vuillermoz \| AG2R La Mondiale \| + 1" \| \| \| 5è \| Quentin Pacher \| Vital Concept \| + 1" \| \| \| 6è \| Marco Canola \| Nippo-Vini Fantini-Europa Ovini \| + 1" \| \| \| 7è \| Rudy Molard \| FDJ \| + 1" \| \| \| 8è \| Andrí Hrivko \| Astana \| + 1" \| \| \| 9è \| Matteo Busato \| Wilier Triestina-Selle Italia \| + 1" \| \| \| 10è \| Dorian Godon \| Cofidis, Solutions Crédits \| + 1" \| \| |                   |                                 |            |
| |                   |                                 |            |
| |                   |                                 |            |
| Classificació general |                   |                                 |            |
| Corredor | Corredor          | Equip                           | Temps      |
| 1r | Jonathan Hivert   | Direct Énergie                  | 4h 23' 57" |
| 2n | Nicola Bagioli    | Nippo-Vini Fantini-Europa Ovini | + 1"       |
| 3r | Samuel Dumoulin   | AG2R La Mondiale                | + 1"       |
| 4t | Alexis Vuillermoz | AG2R La Mondiale                | + 1"       |
| 5è | Quentin Pacher    | Vital Concept                   | + 1"       |
| 6è | Marco Canola      | Nippo-Vini Fantini-Europa Ovini | + 1"       |
| 7è | Rudy Molard       | FDJ                             | + 1"       |
| 8è | Andrí Hrivko      | Astana                          | + 1"       |
| 9è | Matteo Busato     | Wilier Triestina-Selle Italia   | + 1"       |
| 10è | Dorian Godon      | Cofidis, Solutions Crédits      | + 1"       |

### Etapa 2
| \| Classificació de l'etapa \| Classificació de l'etapa \| Classificació de l'etapa \| Classificació de l'etapa \| Classificació de l'etapa \| \| Corredor \| Corredor \| Equip \| Temps \| \| \| ------------------------ \| ------------------------ \| ------------------------------- \| ------------------------ \| ------------------------ \| \| 1r \| Jonathan Hivert \| Direct Énergie \| 5h 04' 54" \| \| \| 2n \| Alexis Vuillermoz \| AG2R La Mondiale \| + 0" \| \| \| 3r \| Rudy Molard \| FDJ \| + 0" \| \| \| 4t \| Mauro Finetto \| Delko-Marseille Provence-KTM \| + 2" \| \| \| 5è \| Valentin Madouas \| FDJ \| + 2" \| \| \| 6è \| Thibaut Pinot \| FDJ \| + 2" \| \| \| 7è \| Dorian Godon \| Cofidis, Solutions Crédits \| + 38" \| \| \| 8è \| Quentin Pacher \| Vital Concept \| + 38" \| \| \| 9è \| Nicola Bagioli \| Nippo-Vini Fantini-Europa Ovini \| + 38" \| \| \| 10è \| Cyril Barthe \| Euskadi-Murias \| + 38" \| \| |                   |                                 |            |
| |                   |                                 |            |
| |                   |                                 |            |
| Classificació de l'etapa |                   |                                 |            |
| Corredor | Corredor          | Equip                           | Temps      |
| 1r | Jonathan Hivert   | Direct Énergie                  | 5h 04' 54" |
| 2n | Alexis Vuillermoz | AG2R La Mondiale                | + 0"       |
| 3r | Rudy Molard       | FDJ                             | + 0"       |
| 4t | Mauro Finetto     | Delko-Marseille Provence-KTM    | + 2"       |
| 5è | Valentin Madouas  | FDJ                             | + 2"       |
| 6è | Thibaut Pinot     | FDJ                             | + 2"       |
| 7è | Dorian Godon      | Cofidis, Solutions Crédits      | + 38"      |
| 8è | Quentin Pacher    | Vital Concept                   | + 38"      |
| 9è | Nicola Bagioli    | Nippo-Vini Fantini-Europa Ovini | + 38"      |
| 10è | Cyril Barthe      | Euskadi-Murias                  | + 38"      |

## Classificació final
| \| Classificació general \| Classificació general \| Classificació general \| Classificació general \| Classificació general \| \| Corredor \| Corredor \| Equip \| Temps \| \| \| --------------------- \| --------------------- \| ------------------------------- \| --------------------- \| --------------------- \| \| 1r \| Jonathan Hivert \| Direct Énergie \| 9h 28' 51" \| \| \| 2n \| Alexis Vuillermoz \| AG2R La Mondiale \| + 1" \| \| \| 3r \| Rudy Molard \| FDJ \| + 1" \| \| \| 4t \| Valentin Madouas \| FDJ \| + 3" \| \| \| 5è \| Thibaut Pinot \| FDJ \| + 3" \| \| \| 6è \| Mauro Finetto \| Delko-Marseille Provence-KTM \| + 13" \| \| \| 7è \| Nicola Bagioli \| Nippo-Vini Fantini-Europa Ovini \| + 39" \| \| \| 8è \| Quentin Pacher \| Vital Concept \| + 39" \| \| \| 9è \| Dorian Godon \| Cofidis, Solutions Crédits \| + 39" \| \| \| 10è \| Andrí Hrivko \| Astana \| + 39" \| \| |                   |                                 |            |
| |                   |                                 |            |
| Font: ProCyclingStats |                   |                                 |            |
| Classificació general |                   |                                 |            |
| Corredor | Corredor          | Equip                           | Temps      |
| 1r | Jonathan Hivert   | Direct Énergie                  | 9h 28' 51" |
| 2n | Alexis Vuillermoz | AG2R La Mondiale                | + 1"       |
| 3r | Rudy Molard       | FDJ                             | + 1"       |
| 4t | Valentin Madouas  | FDJ                             | + 3"       |
| 5è | Thibaut Pinot     | FDJ                             | + 3"       |
| 6è | Mauro Finetto     | Delko-Marseille Provence-KTM    | + 13"      |
| 7è | Nicola Bagioli    | Nippo-Vini Fantini-Europa Ovini | + 39"      |
| 8è | Quentin Pacher    | Vital Concept                   | + 39"      |
| 9è | Dorian Godon      | Cofidis, Solutions Crédits      | + 39"      |
| 10è | Andrí Hrivko      | Astana                          | + 39"      |

## Evolució de les classificacions
| Etapa               | Vencedor            | Classificació general | Classificació per punts | Classificació de la muntanya | Classificació dels joves | Classificació per equips |
| ------------------- | ------------------- | --------------------- | ----------------------- | ---------------------------- | ------------------------ | ------------------------ |
| 1                   | Jonathan Hivert     | Jonathan Hivert       | Jonathan Hivert         | Paul Ourselin                | Nicola Bagioli           | FDJ                      |
| 2                   | Jonathan Hivert     | Jonathan Hivert       | Jonathan Hivert         | Fernando Barceló             | Valentin Madouas         | FDJ                      |
| Classificació final | Classificació final | Jonathan Hivert       | Jonathan Hivert         | Fernando Barceló             | Valentin Madouas         | FDJ                      |